# Ritsuko Okazaki
Ritsuko Okazaki (jap. 岡崎 律子 Okazaki Ritsuko; 29 grudnia, 1959 - 5 maja, 2004) – japońska piosenkarka urodzona w Hashimie, Prefekturze Nagasaki. Zadebiutowała swoim singlem Kanashii Jiyū / Koi ga, Kiete Yuku.

## Dyskografia

### Single
- Sad Freedom / Love has Disappeared (jap. 悲しい自由 / 恋が、消えてゆく Kanashii Jiyū / Koi ga, Kiete Yuku) (3 marca, 1993)
- Beloved / The Snowy Day of December (jap. 最愛 / 12 月の雪の日 Sai'ai / Jūnigatsu no Yuki no Hi) (23 lutego, 1994)
- Long Distance Call / Girlfriend (jap. 長距離電話 / Girlfriend Chōkyori Denwa / Girlfriend) (15 września, 1994)
- Regret ~If as Lovers~ / The Snow in April (jap. リグレット～恋人なら～ / ４月の雪 Riguretto ~Koibito Nara~ / Shigatsu no Yuki) (25 kwietnia, 1996)
- A Happy Life / Humming (jap. A Happy Life / ～ハミング～ A Happy Life / Hamingu) (25 sierpnia, 1996)
- Rain or Shine –Futte mo Harete mo– / White Land (jap. Rain or Shine －降っても晴れても－ / White Land) (25 października, 1997)
- L'aquoiboniste (Trouble-free Gentleman) / Moon Shadow (jap. L'aquoiboniste (無造作紳士) / Moonshadow L'aquoiboniste (Muzōsa Shinshi) / Moonshadow) (8 grudnia, 1999)
- For Fruits Basket / A Small Prayer (jap. For フルーツバスケット / 小さな祈り For Furutsū Basuketto / Chiisana Inori) (25 lipca, 2001)
- Morning Grace (23 października, 2002)

### Albumy
- Sincerely yours (24 marca, 1993)
- Joyful Calendar (23 marca, 1994)
- A Happy Life (25 maja, 1996)
- Ritzberry Fields (21 sierpnia, 1997)
- Rain or Shine (25 października, 1997)
- Good Morning (jap. おはよう Ohayō) (6 listopada, 1998)
- Love Hina Okazaki Collection (15 grudnia, 2001)
- Love Hina Self Cover Album (16 grudnia, 2001)
- Life is lovely. (5 lutego, 2003)
- Sister Princess RePure Twelve Angels 12 Characters Ending Songs (5 lutego, 2003)
- For Ritz (29 grudnia, 2004)
- Love & Life: private works 1999-2001 (5 maja, 2005)